# Pierre d'Angicourt
Ne doit pas être confondu avec Pierre Dangicourt.
Pierre d'Angicourt ou Pierre de Angicourt, en latin Petrus de Angicuria, né à Angicourt et actif entre 1269 et 1304, est un architecte français au service pendant plus de trente ans des suzerains de la maison d'Anjou dans le royaume de Naples pendant la seconde moitié du XIIIe siècle.
Chevalier féodal français, il a opéré comme Protomagister operum Curie et contribué à la diffusion de la culture gothique française dans l'Italie méridionale. 
On lui attribue parmi tant d'autres l'introduction de l'usage du mur dit mura a scarpa et des tours de défense circulaires lors de la restructuration des châteaux angevins de l'Italie méridionale à la fin du XIIIe siècle.

## Œuvres
- Château de Lucera
- Château de Bari
- Château de Barletta, fortement remanié pendant son agrandissement par les espagnols[3]
- Le château de Mola di Bari modifié au cours des siècles successifs
- Château de Villanova
- Château de Brindisi
- Château de Melfi
- Château de Manfredonia
- Tour de Leonessa